# Cryptanthus
Cryptanthus là một chi thực vật có hoa trong họ Bromeliaceae.

## Danh sách loài
- Cryptanthus acaulis (Lindley) Beer
  - Cryptanthus acaulis var. acaulis
  - Cryptanthus acaulis var. argenteus
  - Cryptanthus acaulis var. bromelioides
  - Cryptanthus acaulis var. discolor
  - Cryptanthus acaulis var. diversifolius
  - Cryptanthus acaulis var. genuina
  - Cryptanthus acaulis var. purpureus
  - Cryptanthus acaulis var. ruber hortus ex Beer
- Cryptanthus alagoanus Leme & J.A. Siqueira
- Cryptanthus andicola Moritz ex Baker
- Cryptanthus angustifolius Baker
- Cryptanthus arelii H. Luther
- Cryptanthus argyrophyllus Leme
- Cryptanthus atropurpureus Hort. ex Mez
- Cryptanthus bahianus L.B. Smith
- Cryptanthus beuckeri E. Morren
- Cryptanthus bibarrensis Leme
- Cryptanthus bivittatus (Hooker) Regel
  - Cryptanthus bivittatus var. atropurpureus Mez
  - Cryptanthus bivittatus var. luddemannii
  - Cryptanthus bivittatus var. minor
- Cryptanthus blitoides
- Cryptanthus bromelioides Otto & A. Dietrich
- Cryptanthus burle-marxii Leme
- Cryptanthus capitatus Leme
- Cryptanthus caracensis Leme & E. Gross
- Cryptanthus carnosus Mez
- Cryptanthus caulescens I. Ramírez
- Cryptanthus chinensis
- Cryptanthus clavatus Hort. ex Baker
- Cryptanthus cochleatus
- Cryptanthus colnagoi Rauh & Leme
- Cryptanthus coriaceus Leme
- Cryptanthus correia-araujoi Leme
- Cryptanthus crassifolius Leme
- Cryptanthus delicatus Leme
- Cryptanthus diamantinensis Leme
- Cryptanthus dianae Leme
- Cryptanthus discolor Otto & A.Dietr.
- Cryptanthus diversifolius
- Cryptanthus dorothyae Leme
- Cryptanthus duartei
- Cryptanthus emergens
- Cryptanthus exaltatus H. Luther
- Cryptanthus felixii J.A. Siqueira & Leme
- Cryptanthus fernseeoides Leme
- Cryptanthus fosterianus L.B. Smith
- Cryptanthus giganteus Leme & A.P. Fontana
- Cryptanthus glazioui Mez
- Cryptanthus grazielae  H. Luther
- Cryptanthus incrassatus L.B. Smith
- Cryptanthus isonatus, Hort. ex Gentil
- Cryptanthus jarnasus
- Cryptanthus lacerdae Antoine
- Cryptanthus latifolius Leme
- Cryptanthus lavrasensis Leme
- Cryptanthus leopoldo-horstii Rauh
- Cryptanthus leuzingerae Leme
- Cryptanthus lubbersianus
- Cryptanthus lutherianus I. Ramírez
- Cryptanthus lyman-smithii Leme
- Cryptanthus makoyanus
- Cryptanthus marginatus L.B. Smith
- Cryptanthus maritimus L.B. Smith
- Cryptanthus microglazioui I. Ramírez
- Cryptanthus minarum L.B. Smith
- Cryptanthus moensii
- Cryptanthus morrenianus
- Cryptanthus odoratissimus Leme
- Cryptanthus osiris W. Weber
- Cryptanthus pickelii L.B. Smith
- Cryptanthus praetextus E. Morren ex Baker
- Cryptanthus pseudoglazioui Leme
- Cryptanthus pseudopetiolatus Philcox
- Cryptanthus pseudoscaposus L.B. Smith
- Cryptanthus pumilus
- Cryptanthus racinae
- Cryptanthus rariflora
- Cryptanthus regelii Hort. Makoy ex Baker
- Cryptanthus regius Leme
- Cryptanthus reisii Leme
- Cryptanthus reptans Leme & J.A. Siqueira
- Cryptanthus roberto-kautskyi Leme
- Cryptanthus roseus
- Cryptanthus ruthae
- Cryptanthus ruthiae Philcox
- Cryptanthus sanctaluciae Leme & L. Kollmann
- Cryptanthus scaposus E. Pereira
  - Cryptanthus scaposus var. kautskyanus
- Cryptanthus schwackeanus Mez
- Cryptanthus seidelianus W. Weber
- Cryptanthus sergipensis I. Ramírez
- Cryptanthus sinuosus L.B. Smith
- Cryptanthus suaveolens
- Cryptanthus teretifolius Leme
- Cryptanthus testaceus
- Cryptanthus tiradentesensis Leme
- Cryptanthus tricolor
- Cryptanthus ubairensis I. Ramírez
- Cryptanthus undulatus
- Cryptanthus vexatus Leme
- Cryptanthus viridis
- Cryptanthus warasii E. Pereira
- Cryptanthus warren-loosei Leme
- Cryptanthus whitmanii Leme
- Cryptanthus zonatus (Visiani) Beer
  - Cryptanthus zonatus var. fuscus (Visiani) Mez
  - Cryptanthus zonatus var. viridis  hortus ex Mez

## Hình ảnh

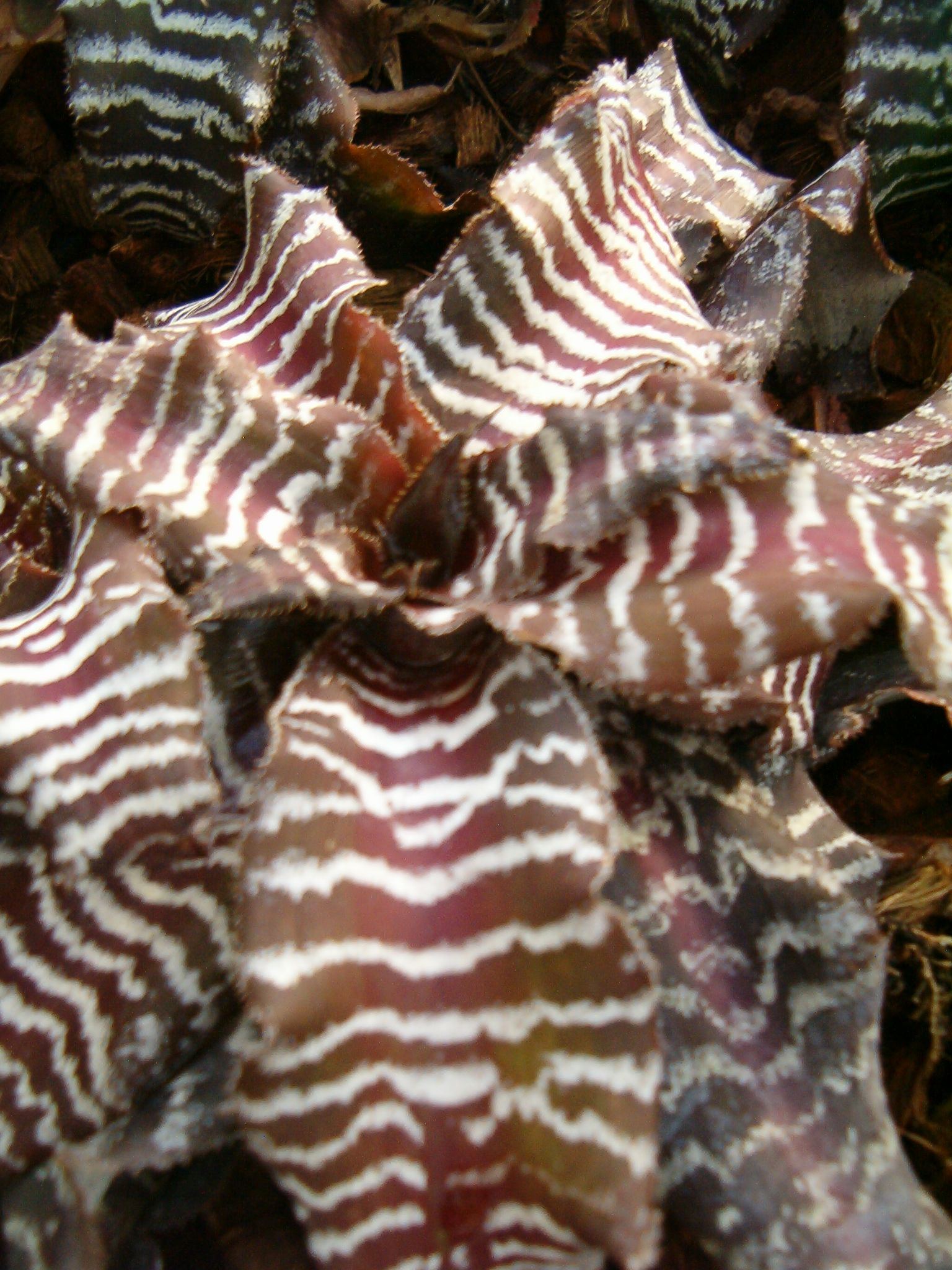
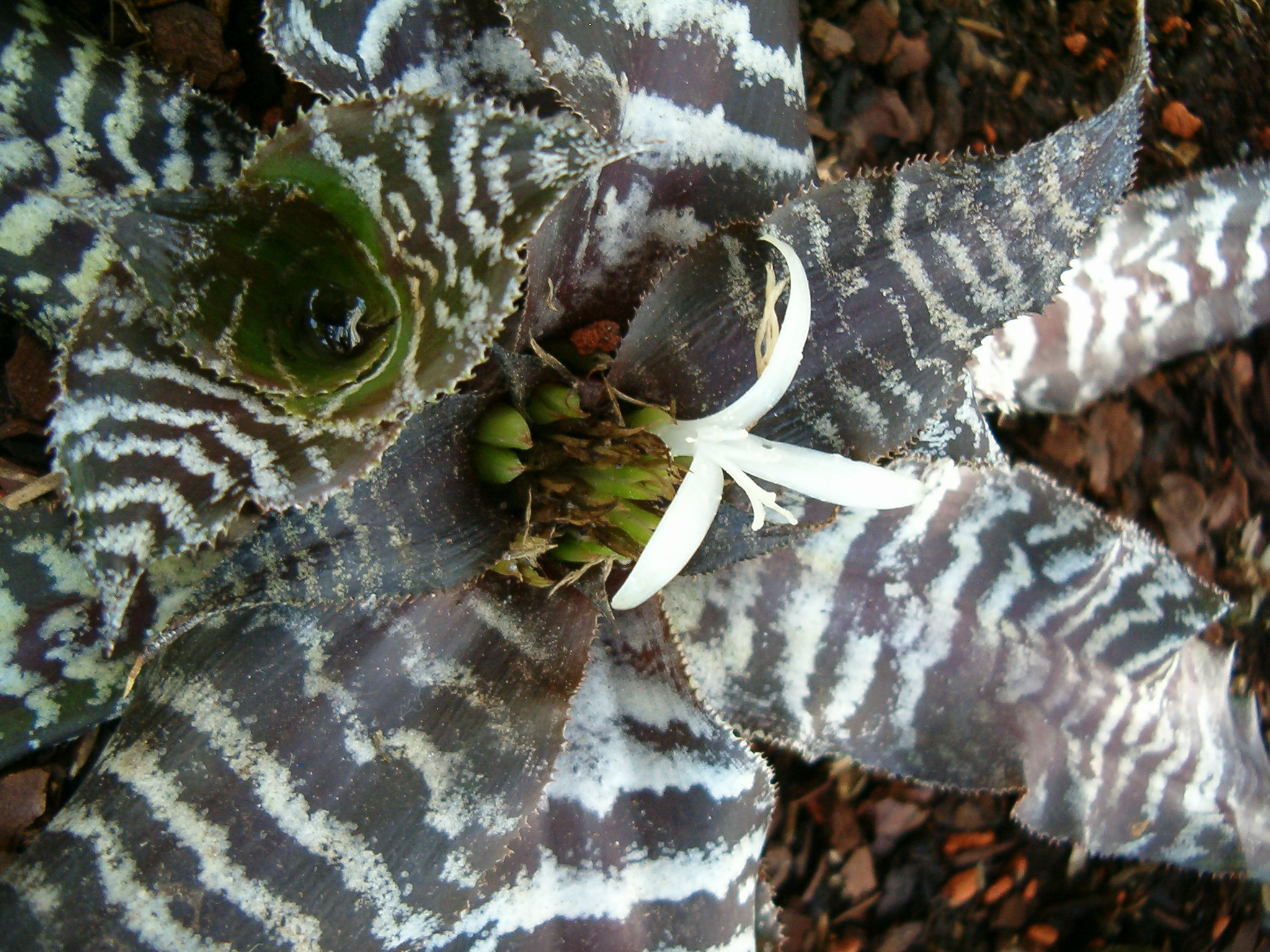
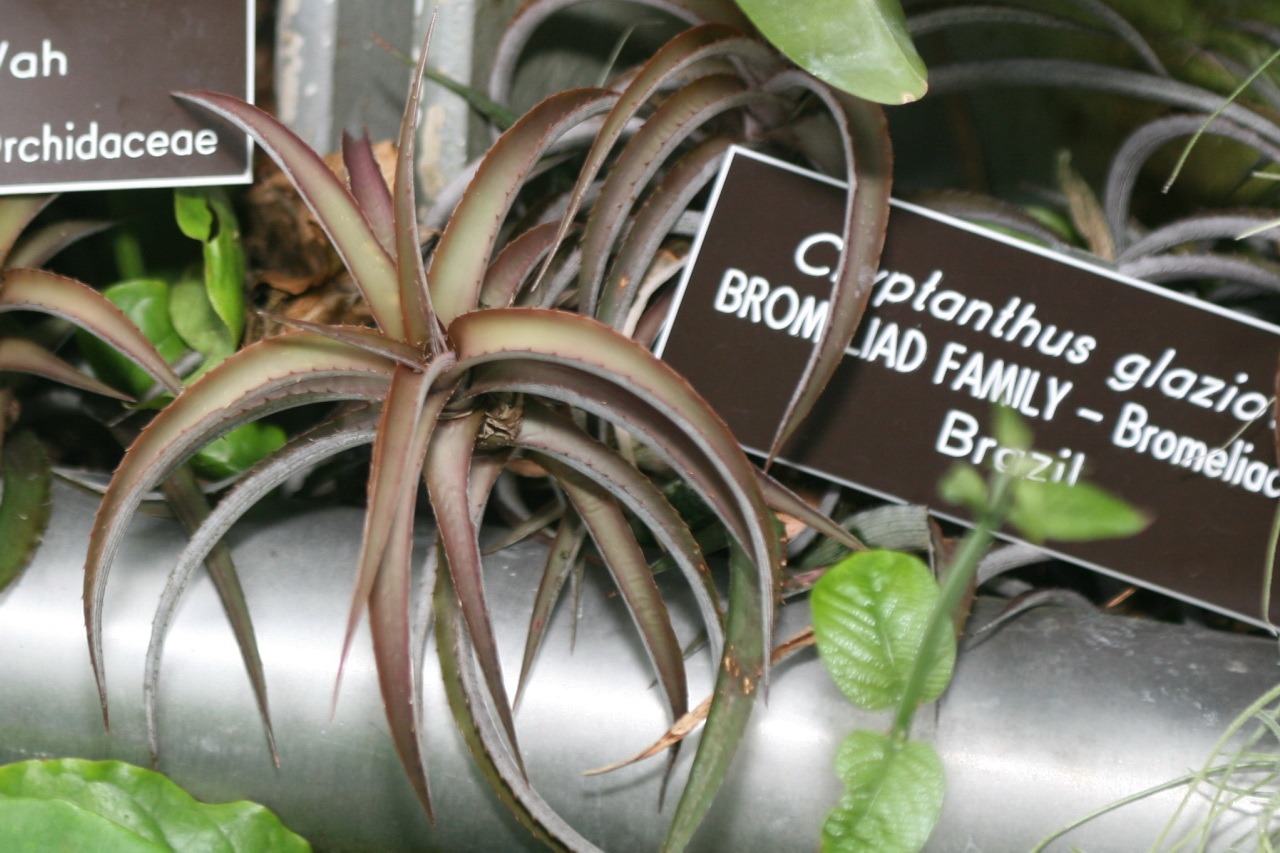
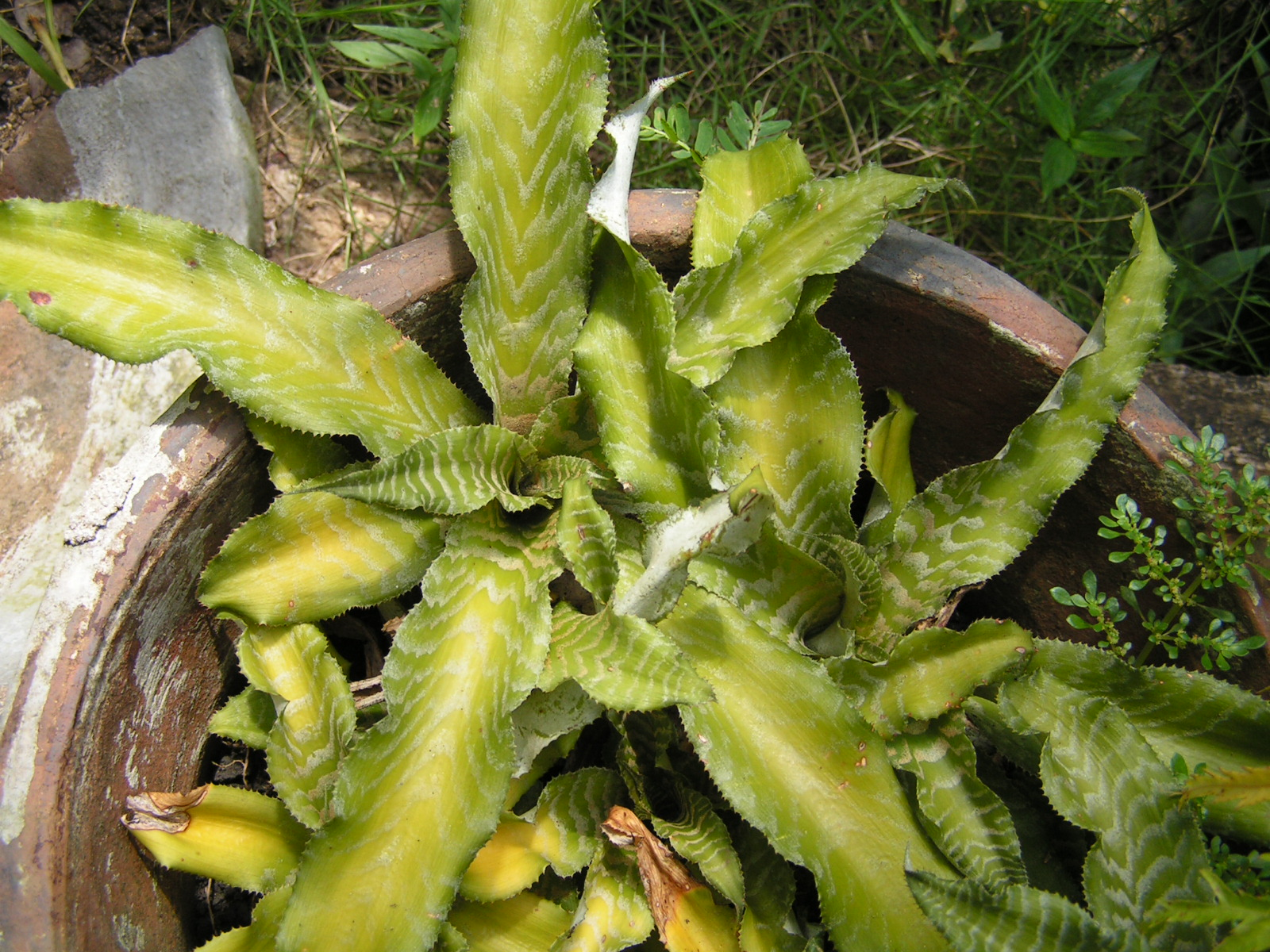